# کوا تینگ ون
کوا تینگ ون (به انگلیسی: Quah Ting Wen) (زادهٔ ۱۸ اوت ۱۹۹۲) شناگر اهل سنگاپور است.